# اسوانا
اسوانا (به ایتالیایی: Sovana) یک منطقهٔ مسکونی در ایتالیا است که در استان گروستو واقع شده‌است. اسوانا ۱۲۲ نفر جمعیت دارد و ۲۹۱ متر بالاتر از سطح دریا واقع شده‌است.